# Еловые леса Каменского лесничества
Еловые леса Каменского лесничества — государственный природный заказник (комплексный) регионального (областного) значения Московской области, территория которого имеет особое значение для сохранения и восстановления природных комплексов и поддержания экологического баланса. На заказник возложены следующие задачи:
- сохранение природных комплексов;
- сохранение местообитаний редких видов растений, грибов и животных.

Заказник основан в 1989 году. Местонахождение: Московская область, Наро-Фоминский городской округ, сельское поселение Атепцевское, около 0,9 км на запад от деревни Мельниково; около 0,2 км к югу от села Каменское. Общая площадь заказника составляет 157,51 га. Заказник включает кварталы 87, 88 Каменского участкового лесничества Наро-Фоминского лесничества.

## Описание
Территория заказника расположена в зоне распространения свежих, влажных и сырых моренных равнин и долинного зандра на южной оконечности Москворецко-Окской равнины. В пределах территории заказника находятся придолинные склоны моренной равнины, долинный склон, фрагменты надпойменных террас и пойма долины реки Нары.
Дочетвертичный фундамент представлен известняками и доломитами карбона, юрскими глинами и неогеновыми песками.
Абсолютные высоты поверхности колеблются от 151 м (урез воды в реке Наре на северной границе заказника) до 212 м (верхняя часть придолинного склона моренной равнины на юго-западной границе заказника).
Верхние ярусы рельефа, на абсолютных высотах 200—212 м, занимают придолинные склоны моренной равнины, приуроченные к юго-западной, южной и юго-восточным частям заказника, и составляют порядка 30 процентов территории заказника. Крутизна склонов — 3—5 градусов. Придолинные склоны сложены покровными суглинками, подстилаемыми мореной валунно-суглинистого состава. Здесь действуют процессы делювиального смыва и дефлюкции.
В нижнем ярусе, на отметках 151—200 м над уровнем моря, расположена долина реки Нары, включающая долинный склон, фрагменты надпойменных террас и пойму. Долина занимает порядка 70 процентов территории заказника.
Склон долины реки Нары имеет крутизну 15—20 градусов, северную экспозицию и ступенчатый поперечный профиль. Долинный склон, на всем протяжении заказника, испещрен сложной сетью крупных эрозионных форм — крупными оврагами с ответвлениями по их бортам. В нижней части склона фрагментарно встречаются суффозионные воронки.
На склоне долины расположено более шести оврагов. Наиболее крупные овраги достигают в длину 500 м. Вершины оврагов расположены на абсолютных высотах 195—200 м, к которым приурочены водосборные потяжины. В средней части оврагов их ширина достигает 15—20 м, характерен V-образный поперечный профиль, крутизна бортов равна 30—45 градусов, глубина вреза — до 4 м, узкое днище. В средней и нижней части оврагов и овражных водоразделов отмечаются выходы (сочения) грунтовых вод. В нижней части оврагов их ширина достигает 80—100 м, крутизна склонов — 15—20 градусов, ширина днища — 20—30 м. В некоторых оврагах имеются донные врезы (шириной 0,5—0,7 м; глубиной 0,3—0,5 м) с временными водотоками. Днище донных врезов суглинистое, каменистое.
В северо-западной части заказника в нижней части долинного склона зафиксировано несколько воронок суффозионного происхождения (диаметром 1—1,5 м; глубиной 0,5 м).
Эродированный долинный склон сложен делювиальными, дефлюкционными, пролювиальными суглинками. В настоящее время здесь действуют процессы эрозии временных водотоков, делювиального смыва и дефлюкция.
В средней части долинного склона расположены фрагменты первой и второй надпойменных террас, сложенных аллювиальными песками и супесями с прослоями песчано-гравийных отложений. Относительная высота второй надпойменной террасы над урезом воды порядка 16 м. Первая надпойменная терраса занимает высоту порядка 11 м над урезом воды.
В северной части заказника расположена высокая пойма долины реки Нары, шириной до 150 м, с относительной высотой — 3 м над урезом воды. Пойма сложена аллювиальными песчано-гравийными отложениями. Средняя и низкая поймы выражены фрагментарно. В русле реки Нары встречаются острова и осередки (длиной 20 м, шириной 2 м), бобровые плотины. На данном участке долины в настоящее время проходят процессы аккумуляции аллювиальных отложений и заболачивание поймы в результате деятельности бобра.
На северной границе заказника расположен постоянный водоток — река Нара (левый приток реки Оки). Протяженность реки Нары в пределах заказника — 1,8 км. Генеральное направление реки — с запада на восток. Скорость течения — 0,3 м/с. Дно русла песчаное. В днищах некоторых оврагов расположены временные водотоки — ручьи. Течение слабое, местами активное. Дно песчано-каменистое.
Общий поверхностный сток на территории заказника направлен с юга на север в русло реки Нары, где далее поступает на восток в русло реки Оки.
Придолинные склоны моренной равнины выполнены дерново-подзолистыми почвами на суглинистых породах. Долинный склон сложен дерново-подзолистыми глеевыми почвами. На пойме долины реки Нары развиты аллювиальные светло-гумусовые почвы.

### Флора и растительность
Растительный покров заказника по составу, структуре и состоянию является типичным для западного и юго-западного Подмосковья.
Основную площадь заказника занимают старовозрастные еловые леса, иногда с примесью березы и осины, развивающиеся на придолинных склонах моренной равнины и склонах долины реки Нары. Высота древостоя достигает 30 м при диаметре стволов до 60—70 см. Во втором древесном ярусе встречаются широколиственные породы (липа, дуб, клен, вяз). Хорошо развит подлесок, достигающий сомкнутости 0,8—0,9. В нём доминирует лещина высотой до 7 м, встречаются также бересклет бородавчатый, жимолость обыкновенная, волчеягодник обыкновенный, или волчье лыко (редкий и уязвимый вид, не включенный в Красную книгу Московской области, но нуждающийся на территории области в постоянном контроле и наблюдении). Преобладают широкотравные типы леса. В травяном покрове, общее проективное покрытие которого варьирует от 50 до 95 процентов, доминируют неморальные виды: сныть обыкновенная, зеленчук жёлтый, копытень европейский, медуница неясная. Реже встречаются подмаренник душистый, живучка ползучая, овсяница гигантская, фегоптерис буковый. Наряду с широкотравными типами леса для водоразделов характерны кислично-широкотравно-папоротниковые еловые и березово-еловые насаждения. В них развит подлесок из лещины и рябины, в травостое доминируют кислица, щитовник мужской, кочедыжник женский, зеленчук жёлтый, живучка ползучая, голокучник Линнея. На поваленных стволах деревьев произрастает ежовик коралловидный — редкий вид грибов, занесенный в Красную книгу Московской области. На ровных поверхностях водоразделов и в небольших ложбинах в южной части заказника встречаются волосистоосоково-кислично-широкотравные осиново-березово-еловые леса. В травостое преобладают осока волосистая, кислица, сныть, подлесник европейский (вид, занесенный в Красную книгу Московской области). В таком сообществе на стволе осины обнаружена некера перистая — редкий вид мхов, занесенный в Красную книгу Московской области.
По южной окраине заказника вдоль просеки, а также вдоль линии газопровода распространены низинные луга, местами заболоченные, с подростом ольхи серой. В этих сообществах доминируют камыш лесной, ситник развесистый, таволга вязолистная, встречается пальчатокоренник Фукса (редкий и уязвимый вид, не включенный в Красную книгу Московской области, но нуждающийся на территории области в постоянном контроле и наблюдении).
Значительной площадью распространения и высоким разнообразием характеризуются леса бортов и днищ оврагов, пересекающих территорию заказника с юга на север. Состав и структура растительных сообществ в них зависит от степени расчлененности рельефа, типа поперечного профиля долин, а также экспозиции и крутизны склонов. В западной части территории заказника встречаются овраги с пологим широким днищем, относительно пологими склонами. Их днища заняты липовыми, кленово-липовыми и сероольховыми с лещиной влажнотравными сообществами. Высота древостоя достигает 20 м, подлеска — 5—6 м. В сомкнутом травостое преобладают таволга вязолистная, крапива двудомная, камыш лесной. Встречаются микроценозы с преобладанием хвоща зимующего. Спорадически встречаются норичник узловатый, чистец лесной, колокольчик крапиволистный (редкий и уязвимый вид, не включенный в Красную книгу Московской области, но нуждающийся на территории области в постоянном контроле и наблюдении), пальчатокоренник Фукса. Лесные сообщества по широким днищам оврагов и заброшенным лесным дорогам чередуются с окнами, в которых представлены осоково-камышевые и широкотравные фитоценозы с участием сныти, колокольчиков крапиволистного и широколистного (редкие и уязвимые виды, не включенные в Красную книгу Московской области, но нуждающиеся на территории области в постоянном контроле и наблюдении), купены душистой, купальницы европейской (редкий и уязвимый вид, не включенный в Красную книгу Московской области, но нуждающийся на территории области в постоянном контроле и наблюдении).
Овраги с V-образным поперечным профилем характеризуются узкими днищами. При наличии постоянного водотока формируются влажнотравные сообщества с доминированием крапивы, страусника. В днищах оврагов, где отсутствует постоянный водоток, произрастают кленовые, кленово-липовые и ясенево-липово-вязовые широкотравные леса. Для них характерен обильный подрост из ели и широколиственных пород, травостой с обилием широкотравных видов: сныти, копытня, зеленчука жёлтого, подмаренника душистого, а также осоки волосистой, колокольчика широколистного.
На теневых склонах оврагов произрастают березово-еловые и липово-еловые широкотравно-вейниковые леса. В их травостое доминируют вейник лесной, сныть, подмаренник душистый. Местами встречаются сообщества еловых вейниково-зеленомошных лесов. На освещенных склонах произрастают дубово-липово-кленово-еловые с лещиной широкотравные леса. Они характеризуются высоким разнообразием неморальных видов во всех ярусах.
На большей части долина реки Нары, протекающей по северной границе заказника, имеет крутые склоны с сосново-еловыми с участием клёна, вяза широкотравными, вейниковыми сообществами. В центральной части выражена достаточно обширная пойма с луговыми сообществами. На высокой пойме произрастают разнотравно-злаковые мезофитные луга. В их составе доминируют овсяница красная, щучка дернистая, буквица лекарственная, лапчатка прямостоячая, манжетка луговая, клевер средний, купальница европейская. Эти сообщества чередуются с гигрофитными лугами в микрозападинах. Их основу составляют вейник сероватый, двукисточник тростниковидный, крапива двудомная, таволга вязолистная, осока пузырчатая, крестовник приречный. Низкая пойма занята древесно-кустарниковыми сообществами ив (ветла, ракита) с преобладанием в травостое крапивы и обилием хмеля. На узкой полосе у воды произрастают сообщества с доминированием горца перечного. В воде развиты гидрофитные сообщества с ряской малой, стрелолистом.

### Фауна
Животный мир заказника отличается хорошей сохранностью и репрезентативностью для природных сообществ юго-запада Московской области. На территории заказника обитают не менее 70 видов позвоночных животных, в том числе один вид амфибий, один вид рептилий, 52 вида птиц и 16 видов млекопитающих.
Основу фаунистического комплекса позвоночных животных заказника составляют виды, характерные для хвойных и смешанных лесов Нечернозёмного центра России. На территории заказника выделяются четыре основных зоокомплекса (зооформации): хвойных лесов, лиственных лесов, водно-болотных местообитаний и лугово-полевых местообитаний.
Абсолютно доминируют виды, экологически связанные с древесно-кустарниковой растительностью. Лесная зооформация хвойных лесов занимает преобладающую часть территории заказника и привязана в своем распространении к еловым и елово-мелколиственным лесам разных типов. Основу населения хвойных лесов составляют обыкновенная бурозубка, рыжая полевка, обыкновенная белка, лесная куница, тетерев (редкий и уязвимый вид, не включенный в Красную книгу Московской области, но нуждающийся на территории области в постоянном контроле и наблюдении), чиж, зелёная пеночка, желтоголовый королек, белобровик, рябчик, желна, сойка, ворон, крапивник, пухляк, московка, обыкновенный снегирь. Именно в старых еловых лесах заказника обитает кедровка — вид, занесенный в Красную книгу Московской области. Здесь же, только на усыхающих участках старых еловых лесов встречается трехпалый дятел, также занесенный в Красную книгу Московской области.
На участках лиственных и смешанных лесов территории заказника преобладают выходцы из европейских широколиственных лесов: малая лесная мышь, малый пестрый дятел, зарянка, чёрный дрозд, рябинник, обыкновенная иволга, вяхирь, обыкновенная кукушка, пеночка-трещотка, славка-черноголовка и мухоловка-пеструшка. Именно в этом типе местообитаний в старом осиннике с участием дуба и ели обитает зелёный дятел — вид, занесенный в Красную книгу Московской области.
Во всех типах лесов заказника встречаются: зяблик, обыкновенный поползень, обыкновенная пищуха, большой пестрый дятел, вальдшнеп, певчий дрозд, пеночка-весничка, пеночка-теньковка, большая синица, лазоревка, ополовник. На крутых облесенных склонах речной долины и в глубоких оврагах роет свои норы барсук (редкий и уязвимый вид, не включенный в Красную книгу Московской области, но нуждающийся на территории области в постоянном контроле и наблюдении). На территории заказника имеются жилые городки этого зверя.
По лесным опушкам и полянам территории заказника охотятся ястреба тетеревятник и перепелятник.
Лугово-полевые виды представлены в значительно меньшей степени. Зооформация лугово-полевых местообитаний связана в своем распространении с лугами, лесными полянами, опушками и вырубками и представлена следующими видами: обыкновенный крот, обыкновенная полевка, канюк, тетерев, лесной конек, обыкновенная овсянка, серая славка, сорока, обыкновенная чечевица, щегол, живородящая ящерица.
Зооформация водно-болотных местообитаний занимает самые незначительные площади в заказнике. Пойма реки Нары, долины впадающих в неё ручьев, сырые лесные овраги и заболоченные понижения служат местом обитания видов данной зооформации. Среди млекопитающих с этими биотопами наиболее тесно связан обитающий здесь речной бобр. Среди птиц в этих биотопах встречаются: серая цапля, кряква, болотная камышевка, речной сверчок, садовая славка, обыкновенный соловей. Среди амфибий здесь довольно многочисленна травяная лягушка.
Во всех типах естественных местообитаний заказника встречаются горностай, ласка, обыкновенная лисица, заяц-беляк, европейская косуля (редкий и уязвимый вид, не включенный в Красную книгу Московской области, но нуждающийся на территории области в постоянном контроле и наблюдении), лось, кабан.

## Объекты особой охраны заказника
Охраняемые экосистемы: кленовые, липовые и вязовые широкотравные леса оврагов; еловые старовозрастные кислично-широкотравные леса на пологих водораздельных поверхностях и склонах долины.
Места произрастания и обитания охраняемых в Московской области, а также иных редких и уязвимых видов растений, грибов и животных, зафиксированных на территории заказника, перечисленных ниже, а также барсука, европейской косули и тетерева.
Охраняемые в Московской области, а также иные редкие и уязвимые виды растений:
- виды, занесенные в Красную книгу Московской области: подлесник европейский, ветреница дубравная, некера перистая;
- виды, являющиеся редкими и уязвимыми таксонами, не включенные в Красную книгу Московской области, но нуждающиеся на территории области в постоянном контроле и наблюдении: колокольчик широколистный, колокольчик крапиволистный, волчеягодник обыкновенный, или волчье лыко, купальница европейская, любка двулистная, пальчатокоренник Фукса.

Охраняемый в Московской области вид грибов, занесенный в Красную книгу Московской области: ежовик коралловидный.
Охраняемые в Московской области виды животных, занесенные в Красную книгу Московской области: зелёный и трехпалый дятлы, кедровка.